# Paul David Gustave du Bois-Reymond
Pour les articles homonymes, voir du Bois et Reymond.
Paul du Bois-Reymond, né le 2 décembre 1831 à Berlin, au royaume de Prusse, est un mathématicien prussien.  Il étudie de nombreuses années la médecine puis la physique mathématique jusqu'à l'obtention de son doctorat. Il est célèbre pour sa thèse : De aequilibrio fluidorum, et sa publication Beiträge zur Interpretation der partiellen Differentialgleichungen mit drei Variabeln. Il enseigne les mathématiques et la physique dans de nombreuses écoles et meurt le 7 avril 1889 à 57 ans à Fribourg-en-Brisgau, en Allemagne.
Ses travaux portent sur les équations différentielles, les séries de Fourier et les fondements des mathématiques.

## Famille
Paul David Gustave du Bois-Reymond est issu d’une famille de Huguenots de Berlin. Il est le fils de Felix Henri du Bois-Reymond et de son épouse Minette Henry du Bois-Reymond. Son père est originaire de Neuchâtel puis a déménagé à Berlin en 1804. Il maintient une bonne relation avec la France et devient un représentant de Neuchâtel au gouvernement Prussien. Felix était professeur à la maison des cadets de Berlin. Felix était piétiste, un mouvement religieux qui apparaît en Allemagne et qui se propage hors des frontières de ce pays (le Piétisme est une branche du Protestantisme). Son frère Emil Heinrich du Bois-Reymond est né en 1818, il avait 13 ans de différence d'âge avec Paul. Emil a étudié au Collège français de Berlin, un an au Neuchâtel Junior Collège (en) puis à l’université Frédéric-Guillaume de Berlin. Enfin, Emil est devenu un fameux physiologiste en 1851 puis a été élu à l’Académie royale des sciences de Prusse et a commencé des études en médecine.

## Éducation/Étude
Paul David Gustave du Bois-Reymond était à l’aise en français et en allemand car il parlait en français chez lui et allemand en cours, il était donc bilingue. Influencé par son frère Emil, il a étudié au Collège français de Berlin puis au Neuchâtel Junior College (en).
Finalement, il choisit une direction différente de celle de son frère, en allant à l’école de Naumburg, à l’université de Zurich en 1853, puis à l’université de Königsberg où, influencé par Franz Ernst Neumann, il changea de voie et passa de la physiologie à la physique mathématique. Paul reçoit un doctorat en 1859 pour sa thèse : De aequilibrio fluidorum (Université de Berlin).

## Profession
Paul David Gustave du Bois-Reymond était professeur de mathématiques et de physique dans une école secondaire de Berlin en 1865, il a été affecté à l’université de Heidelberg en 1870, puis part à l’Université de Fribourg-en-Brisgau pendant 4 ans de 1870 à 1874, est nommé à une place à l’Université de Tübingen dont il prend la place d’Hermann Hankel où il supervisera de nombreux doctorats (par exemple : Otto Hölder en 1884) puis, finalement, est nommé à une place à la Technische Hochschule Charlottenberg (Université technique de Berlin).

### Relations
Paul David Gustave du Bois-Reymond s'entendait bien avec Karl Weierstrass. Ils ont partagé de nombreux intérêts mathématiques semblables. Mais il avait des relations tendues avec les membres de l’école de Weierstrass et il ne s’entendait pas bien avec Hermann Amandus Schwarz.

## Travaux
Les travaux de Paul David Gustave de Bois-Reymond se concentraient principalement sur deux théories : la théorie des équations différentielles et la théorie des fonctions de variables réelles. Elles se rapportent à l'analyse infinitésimale. Il est aussi connu pour ses travaux sur les séries de Fourier et les fondements des mathématiques.

### Œuvres[1]
- "Beiträge zur Interpretation der partiellen Differentialgleichungen mit drei Variablen", 1864
- "Eine neue Theorie der Konvergenz und Divergenz von Reihen mit positiven Gliedern, in: Journal für die reine und angewandte Mathcmatik". Vol.76, p. 61-91. 1873.
- "Versuch einer Classification der willkürlichen Functionen reeller Argumente nach ihren Änderungen in den kleinsten Intervallen, Journal für Mathematik", vol. 79 (1875), p. 21-37).
- "Untersuchungen über die Convergenz und Divergenz der Fourierschen Darstellungsformeln, Abhandlungen der Mathematisch-Physicalischen Classe der K. Bayerische Akademie der Wissenschaften", 1876, vol. 13, p. 1-103
- "Allgemeine Funktionentheorie". 1882.
- "Über die Grundlagen der Erkenntnis in den exakten Wissenschaften". 1890.

## Sources

### Histoire
- http://serge.mehl.free.fr/chrono/DuboisReym.html (français)
- http://math.sjtu.edu.cn/course/gcmath/mathemacian/D-B-Reymond.pdf   (anglais)
- « Paul du Bois-Reymond (1831-1889) », sur st-andrews.ac.uk via Internet Archive (consulté le 1er avril 2024)

### Travaux, Texte et théorie
- http://www.encyclopedia.com/doc/1G2-2830901236.html (anglais)
- http://data.bnf.fr/12488161/paul_du_bois-reymond/ (français)

### Œuvres
- (de) « Du Bois-Reymond, Paul », sur deutsche-biographie.de, Bayerische Staatsbibliothek (consulté le 1er avril 2024)